# Świeszyno (województwo zachodniopomorskie)
Świeszyno (niem. Schwessin, Kreis Köslin) – wieś gminna w Polsce położona w województwie zachodniopomorskim, w powiecie koszalińskim, przy trasie drogi wojewódzkiej nr 167. Wieś jest siedzibą gminy Świeszyno. 
Według Narodowego Spisu Powszechnego Ludności i Mieszkań z 2011 roku liczba ludności we wsi Świeszyno to 1 551 z czego 49,2% mieszkańców stanowią kobiety, a 50,8% ludności to mężczyźni. Miejscowość zamieszkuje 23,8% mieszkańców gminy
.
W skład sołectwa „Świeszyno” wchodzą również miejscowości: Bagno, Biała Kępa, Brzeźniki, Chałupy, Chłopska Kępa, Kępa Świeszyńska, Krokowo, Olszak i Włoki. 
W latach 1975–1998 miejscowość administracyjnie należała do województwa koszalińskiego.
We wsi neogotycki kościół z II poł. XIX wieku z prezbiterium i smukłą wieżą oraz zaniedbany, bezstylowy pałac o dwóch ryzalitach z końca XIX w.